# State Bank Tower
La State Bank Tower est un immeuble de bureaux de Maurice situé dans le centre-ville de Port-Louis. D'une hauteur de 82 mètres, il s'agit du quatrième plus haut bâtiment du pays. Le bâtiment fut construit à l'emplacement de l'ancienne Imprimerie du gouvernement. Avant le début de la construction il y a eu des protestations, car l'Imprimerie du gouvernement était un monument historique.
Dessinée par Loebl, Schlossman & Hackl la State Bank Tower a été livrée en 1995. Depuis, ses seize étages abritent le siège social de la State Bank of Mauritius.
Le nouvel édifice de la Banque de Maurice, situé également à Port-Louis, est le plus élevé de toute l'île avec ses 98 mètres au toit et son mât qui culmine à 124 mètres.